# Nyitra (település)
Nyitra (szlovákul: Nitra kiejtéseⓘ, németül: Neutra, latinul: Nitria) Szlovákia negyedik legnépesebb városa (2022), a Nyitrai kerület és a Nyitrai járás székhelye, a Nyitra-mente gazdasági és kulturális központja.

## Nevének eredete
Először 880-ban említik „Nitra” néven (826 „Nitrava”, 880 „Nitra”, 1111/1113 „Nitra”, „Nitria” stb.). A város a Nyitra folyóról kapta a nevét, amely mellett fekszik. A folyó neve a germán Nitrahwa víznévből ered, amely az indoeurópai nid = folyik és a gót ahwa = víz szavak összetétele.

## Fekvése
Pozsonytól 92 km-re keletre, a Duna menti alföld északi peremvidékét érintő Nyitrai-dombvidéken, a Nyitra folyó völgyében emelkedő dombokon fekszik (a hagyomány szerint persze Rómához hasonlóan hét dombon), ezek egyikén magaslik a terjedelmes vár. Az Északnyugati-Kárpátok belső vonulatához tartozó Tribecs-hegység és annak részeként a Zobor-hegy északkelet felől érinti területét.
Legrégibb településmagva a vár és a várnegyed, amelynek váza a Nyitra folyó egykori gázlója és a vár közötti útvonal. A várnegyed alatt elterülő Alsó városrész számos egyházi intézménynek ad helyet. A város jelenlegi arculatát az 1950-es években kezdődött és az 1980-as évek végéig tartó szocialista tervgazdálkodás alakította ki. Több szomszédos települést a városba olvasztottak és nagyrészt azok területén építették fel a panelházakból álló lakótelepeket. Közben lerombolták a várdombtól délnyugatra a párutcai zsidónegyedet, aminek helyén ugyancsak lakótelepet húztak fel.

## Története

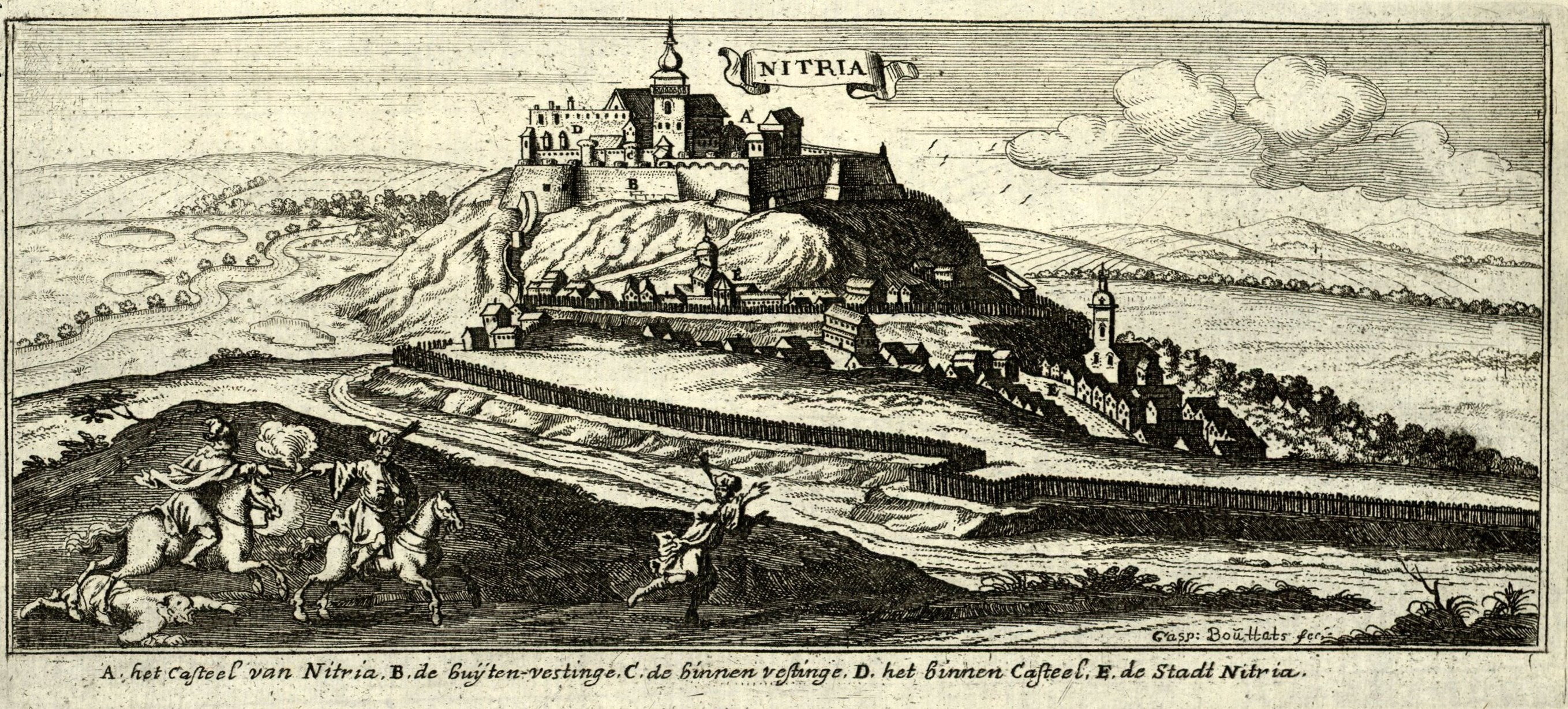
Nyitra 1690 körül

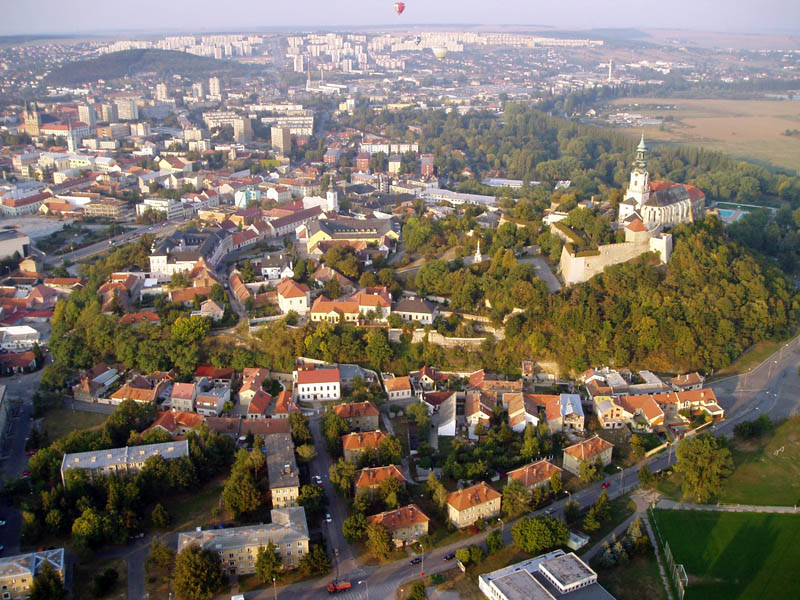
Nyitra látképe, előtérben a Várdomb

830-ban állítólag Adalram salzburgi érsek templomot szentelt fel a településen, mely 880-ban már püspöki székhelyként szerepel (Wiching felszentelésekor). Később megépült a zoborhegyi bencés apátság és a remeteségek is. A Nyitra folyó félkörívben öleli körül a 60 m magas Várhegyet, amelyen a kis alapterületű, de fontos vár áll.
Itt őrizték és vakították meg Vazult. A nyitrai hercegi udvar mellett építtetett kápolnát Gizella királyné, és a regensburgi főegyház patrónusáról, Szent Emmerámról nevezte el. 1074-ben Henrik császár és Salamon sikertelenül ostromolta. 1111-ben Könyves Kálmán megerősítette a Zoborhegyi apátság oklevelét. 1113 körül Könyves Kálmán király alapította a nyitrai püspökséget. Azóta püspöki székhely és birtok.
1241-ben kiállta a tatár ostromot. 1248-ban állítólag szabad királyi város lett, majd 1288-tól püspöki város. 1271-ben II. Ottokár cseh királyé, majd 1317-ben a kiközösített Mihály fia Simon de genere Kachu elfoglalta és Csák Máténak a kezére adta.
1440-ben a husziták szállták meg, tőlük Hunyadi Mátyás foglalta vissza. 1471-ben a Vitéz János vezette összeesküvés hívására IV. Kázmér lengyel király fia Kázmér herceg foglalta el, de 1472-ben a kiéheztető ostromot követően szabadon elvonult és Mátyás a várat visszavette. 1494-ben Sánkfalvai Antal lett a nyitrai püspök és zsinatot hívott össze, melynek határozatait később 1558-ban Bornemisza Pál püspök is megerősítette és kibővítette.
Mohács után a Nyitra völgyében a források szerint az első támadás 1530 szeptemberében következett be, de a törökök nem ostromolták meg.
1605-ben Bocskai vezére, Rhédey török segítséggel ostromolta. Forgách Ferenc nyitrai püspök csekély erőkkel védte, s szabad elvonulás feltételével június 11-én feladta a várat. 1620-ban Bethlen Gábor csapatainak egy napi ostrom után átadták. 1632-ben II. Ferdinánd megerősítette II. Mátyás a városnak adományozott privilégiumait. 1663-ban rövid időre, ellenállás nélkül török kézre került. Nyitra ostroma 1664. április 17-től május 3-ig tartott. A várat a törökök védték a Jean-Louis Raduit de Souches és Koháry István vezette osztrák csapatokkal szemben. A törökök két hét múlva kapituláltak. 1666-1670 között Kollonich Lipót volt a nyitrai püspök, aki megerősítette a várat. 1683-ban a kurucok elvonulása után a nyitrai és lévai vár őrsége Rabatta tábornok és a nádor előtt hajtottak fejet.
1630-ban a Marianus ferences rendiek telepedtek le itt és kolostort építettek. 1691-es alapítványuk után 1695-ben épült fel a kamalduliak kolostora a Zobor-hegyen. 1782-es eltörlésükig működtek Nyitrán. 1701-ben alapították a piarista szerzetesrend nyitrai házát.
A Rákóczi-szabadságharc idején 1704-től 1708-ig volt a város kuruc kézen.
A Habsburgok várromboló rendeletét Mattyasovszky László nyitrai püspöknek köszönhetően kerülte el.
A város önkéntes tűzoltóságát Ronchetti Józsefnek köszönhetően alapították 1869-ben. 1896. május 18-án Thuróczy Vilmos főispán elnöklete alatt a vármegye díszközgyűlést tartott. 1896. augusztus 30-án a Zobor hegyen nagy tömeg részvételével avatták fel a millenniumi gránitoszlop emlékművet. A Huba vezér emlékére állított emlékművet 1921. február 9-én cseh légionáriusok robbantották le, ma már csak talapzata látható.
Nyitrát 1918. december 12-én a csehek 1 zászlóaljjal és 1 üteggel szállták meg. 1921. február 9-én csehszlovák legionáriusok zúzták szét a Zobor-hegyen álló, 18 méter magas ezredéves emlékművet, amely Kallós Ede alkotása volt és 1896. augusztus 30-án leplezték le.
A trianoni békeszerződésig Nyitra vármegye Nyitrai járásához tartozott.
1938 őszén mozgósítást rendeltek el Csehszlovákiában, illetve csapatokat vontak össze Nyitrán a szlovák–magyar viszony éleződése miatt. 1938 végén gyakorlatilag megszűnt a gazdag egyesületi élet, mely a sokszínű egyházi vagy politikai alapon szervezte a lakosság kulturális életét. 15 zsidó egyesületet megszüntettek, majd a hatalom 1941 elején a vagyonukat elkobozta.

## Népessége
| Év:            | 1994.  | 2004.   | 2014.   | 2024.   |
| -------------- | ------ | ------- | ------- | ------- |
| Emberek száma: | 87 127 | 85 742  | 78 033  | 75 945  |
| Eltérés:       |        | -1,58 % | -8,99 % | -2,67 % |

| Év:            | 2023.  | 2024.   |
| -------------- | ------ | ------- |
| Emberek száma: | 76 499 | 75 945  |
| Eltérés:       |        | -0,72 % |

Az ismert források fényében a szlovák történészek szerint a középkor végén a városban a szlovák és a magyar népelem kiegyenlített volt, enyhe magyar fölénnyel.
1764-ben Ábel Ferenc jezsuita hitszónokot missziós munkája során meglepte, hogy a város mennyire magyar.
1880-ban Nyitra 8660 lakosából 3403 szlovák, 2990 magyar, 1969 német, 3 szerbhorvát, 58 egyéb anyanyelvű, továbbá 20 idegen és 217 csecsemő. Alsóköröskény 710 lakosából 614 szlovák, 54 magyar, 28 német, 1 egyéb anyanyelvű és 13 csecsemő. Nyitradarázsi 891 lakosából 803 szlovák, 24 magyar, 13 német, 12 egyéb anyanyelvű és 39 csecsemő. Felsőköröskény 427 lakosából 336 szlovák, 53 magyar, 19 német, 2 egyéb anyanyelvű és 17 csecsemő. Tormos 648 lakosából 579 szlovák, 32 magyar, 12 német anyanyelvű és 25 csecsemő. Nagyemőke 905 lakosából 517 szlovák, 288 magyar, 63 német anyanyelvű és 37 csecsemő. Könyök 226 lakosából 203 szlovák, 7 német, 4 magyar anyanyelvű és 12 csecsemő. Molnos 386 lakosából 362 szlovák, 5 magyar, 3 német, 1 egyéb anyanyelvű és 15 csecsemő. Párutca 3373 lakosából 1677 német, 1253 szlovák, 324 magyar, 18 egyéb anyanyelvű, 5 idegen és 96 csecsemő.
1890-ben 13 538 lakosából 5205 (38,4%) szlovák és 5002 (36,9%) magyar anyanyelvű volt.
1900-ban 15 169 lakosából 7219 magyar és 5538 szlovák anyanyelvű.
1910-ben 16 419 lakosából 9754 (59,4%) magyar, 4929 (30%) szlovák és 1636 (9,9%) német. A zsidó vallású lakosság a városban, a számadatok tükrében enyhén csökkent, illetve stagnált az előző évtizedekben.
1919-ben 16 642 lakosából 13 248 csehszlovák, 2899 magyar, 402 német, 84 ruszin és 59 egyéb nemzetiségű. Ebből 12 525 katolikus, 3747 zsidó, 230 evangélikus, 89 református, 23 görögkatolikus és 28 egyéb vallású volt.
1921-ben 19 118 lakosából 14 946 csehszlovák, 2044 magyar, 1042 zsidó, 723 német és 336 „külföldi” volt.
1930-ban 21 283 lakosából 18 462 csehszlovák, 961 magyar, 921 zsidó, 558 német és 338 állampolgárság nélküli volt.
1991-ben 89 969 lakosából 86 257 szlovák és 1777 magyar volt.
2001-ben a városnak 87 285 lakosából 83 285 szlovák (95,4%), 1489 magyar (1,7%), 807 cseh (0,9%), 323 cigány (0,4%), 55 ukrán, 47 német és 18 ruszin volt.
2011-ben 78 916 lakosából 70 447 szlovák, 1443 magyar, 521 cigány, 520 cseh, 72-72 lengyel és morva, 51 ukrán, 50 orosz, 46 bolgár, 42 német, 32 ruszin, 15 zsidó, 14 horvát, 13 szerb, 248 más és 5330 ismeretlen nemzetiségű volt.
2021-ben 78489 lakosából 71162 szlovák, 793 (+272) magyar, 74 cigány, 36 ruszin, 1309 egyéb és 5115 ismeretlen nemzetiségű volt.
Vallás: római katolikus 74,2%, ateista 17,2%, evangélikus 2,8%, ismeretlen 4,2%.

## Városrészei

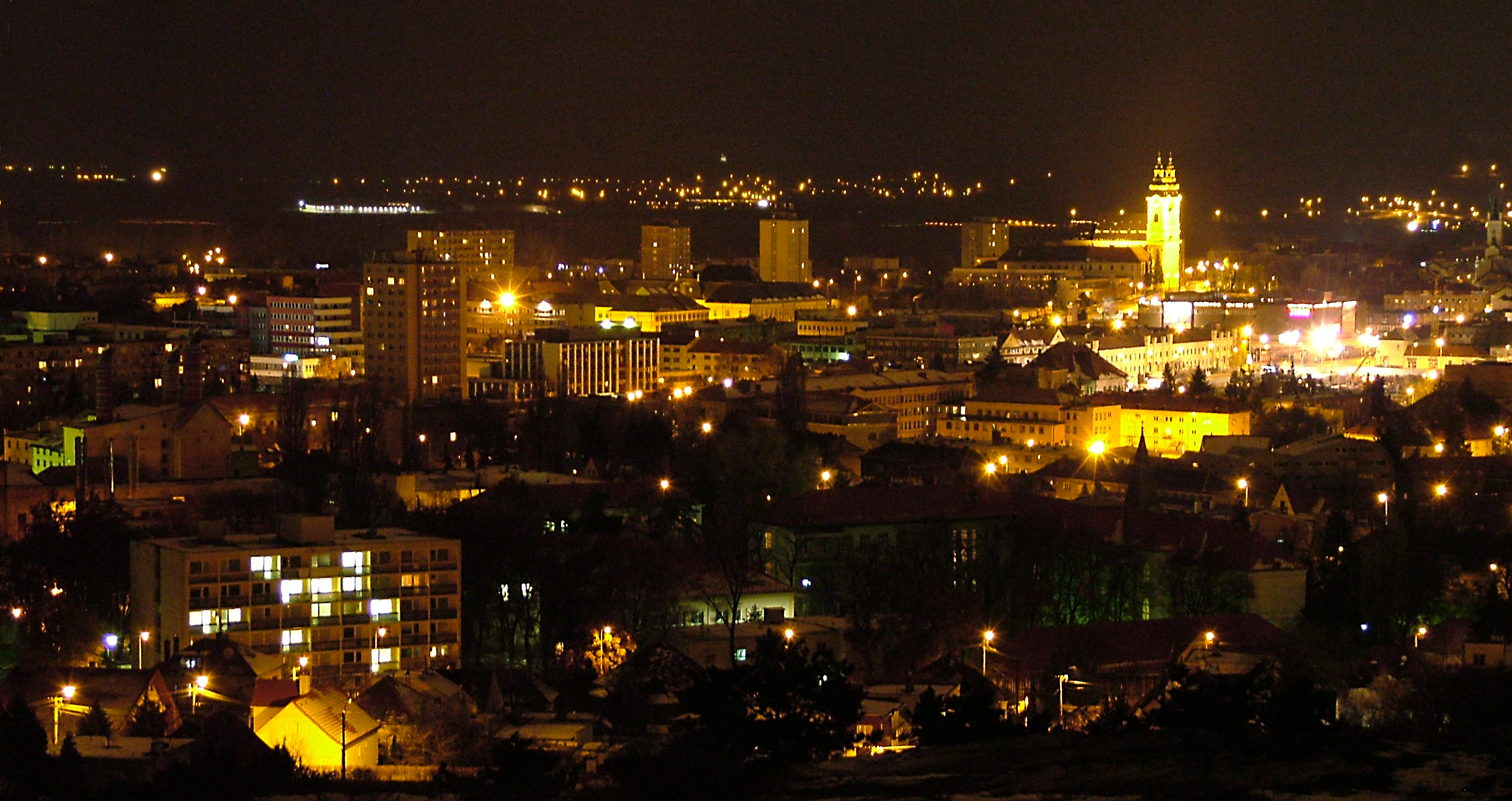
Nyitra éjszaka

A város akasztófahegye 1848-ig a temetőnél volt. Ezt a forradalom idején megszüntették, de Csermánhegyen új akasztófát voltak kénytelenek üzembe helyezni.
A 19. század második felétől kezdődően a folyamatosan terjeszkedő város közigazgatásilag magába olvasztotta a környező falukat. Elsőként a várdomb délnyugati szomszédságában elterülő, a várossal már régóta szerves egységet alkotó, az Árpád-korban alapított Párutca lett 1886-ban hivatalosan is Nyitra része.

### Kerületei
A város 14 kerülete:
(Zárójelben a szlovák névvel.)
- Óváros (Staré Mesto)[41]
- Alsóköröskény (Dolné Krškany)
- Csermánhegy (Čermáň)
- Előhegy (Diely)
- Felsőköröskény (Horné Krškany)
- Klokocsina (Klokočina)
- Könyök (Kynek)
- Molnos (Mlynárce)
- Nagyemőke (Janíkovce)
- Párutcai major (Párovské Háje)
- Tormos (Chrenová)
- Zobor (Zobor)
- Zobordarázs (Dražovce)

## Gazdasági élete
A város körül, szigetszerűen helyezkednek el a nyitrai borvidék falvai, illetve szőlőhegyei. A borvidék központja Kistapolcsányban van.

## Oktatás
- Konstantin Filozófus Egyetem
- Szlovák Mezőgazdasági Egyetem

## Látnivalói

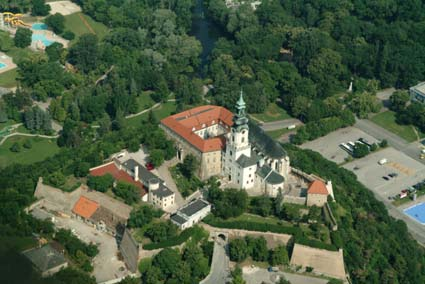
Nyitra vára

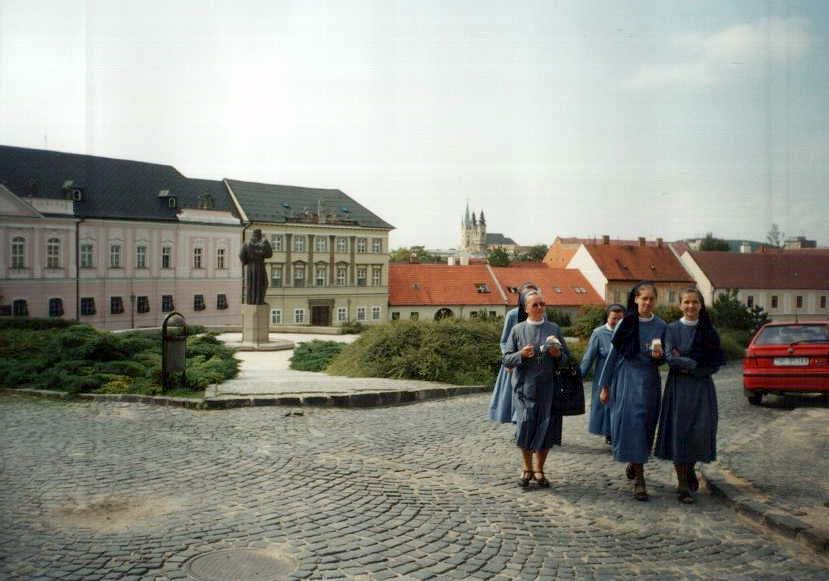
Várnegyed

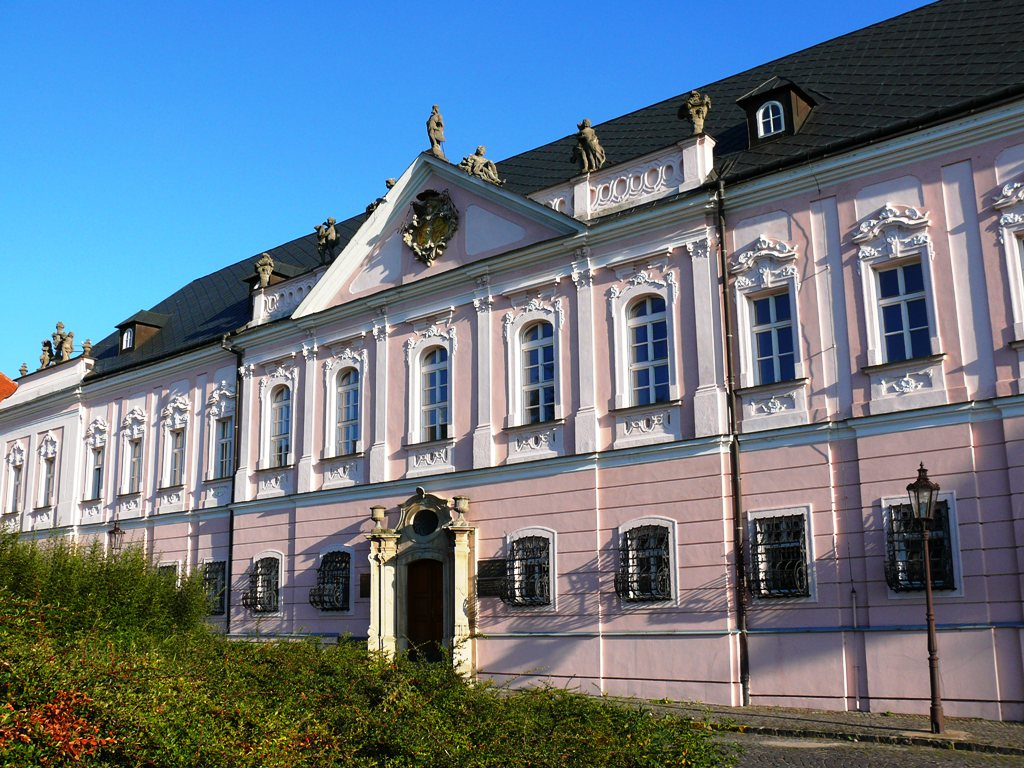
A Nagyszeminárium épülete a Várnegyedben

### A várnegyedben
- A vár Szent Emmerám-temploma 1158-ban épült, benne a névadó szobrával, amely Szlovákia legrégibb szobra. A szobrot 1933-ban találták meg. A régészeti ásatások eredményei alapján valószínűsítik, hogy a templomnak már a 11. század közepe előtt állhatott előzménye, korábbi építésekre azonban egyelőre nem sikerült bizonyítékokat találni.[42]
- A várfalakon belüli püspöki székesegyház alsó és felső templomból áll. A felső templom a 13–14. században épült, melyhez 1640-ben Telegdi püspök nagyméretű barokk dómot építtetett, ezt 1732-ben átalakították. Főoltárát Szent István és Szent László szobrai díszítik. A főoltárral szemben, a püspöki kápolna feletti reliefen szintén Szent László ábrázolás található.
- Várhídját 1750 és 1780 között építették téglából. A 19. század végén újabb pillérekkel megerősítették és a híd alatti fülkéket befalazták. A hidat 2011-ben újjáépítették, ekkor kerültek elő 14. századi gótikus és 16. századi reneszánsz elődjének maradványai.
- A várkapuhoz vezető lépcsősor mentén áll Vogerl Márton 1750-ben készült alkotása, a Nagyboldogasszony-szoborcsoport. Az előző évben dúló pestisjárvány elmúltával hálaadásként Esterházy Imre hercegprímás emeltette, ezért az alkotást Fogadalmi pestisoszlop néven is említik. A 11 méter magas szoborcsoport oszlopfőjét Nagyboldogasszony alakja, talapzatának négy sarkát Szent István, Szent László, Szent Imre és IV. Béla alakjai díszítik. Restaurálása 2010-ben fejeződött be.
- A püspöki palota gótikus eredetű épület, melyet 1732-ben Erdődy püspök barokkosított. Szép mennyezetfreskói vannak.
- A Zöld-hegyen már 1446-ban állt a Nagyboldogasszony-templom, mely a 17. században sokszor károsodott, 1663-ban a török pusztította el, majd 1685-ben és 1705-ben újra károkat szenvedett. 1723 és 1738 között teljesen újjáépítették. A Fájdalmas Szűzanya kegyszobra 1784-ben már a főoltáron állt, a templom búcsújáróhely.
- Az egykori vármegyeháza 1784-ben épült, 1905-ben szecessziós stílusban átépítették.
- Ferences temploma és kolostora 1630-ban épült.
- Piarista gimnáziuma a magyar és szlovák művelődés egyik központja volt.
- Nagyszeminárium, Kisszeminárium, püspöki könyvtár. A Nagyszeminárium épülete a 18. századból származik és jelenleg papneveldeként működik. A Kisszemináriumban lakószobák találhatók. A könyvtárban mintegy 80 darab 15. századi és kb. 1500 darab 16. századi könyv található. Szlovákiában – a könyvek számát tekintve – ez a harmadik legnagyobb könyvtár. A vendégkönyv első aláírója Ferenc József volt. A püspöki papnevelde könyvtárát 1771-ben alapították.

### Az alsó városrészben
- Szent Mihály-templom
- Szent Vince-templom
- A zsinagógát 1911-ben építették Baumhorn Lipót tervei alapján. A város önkormányzata az épületet 1982-ben vásárolta meg a helyi zsidó közösségtől. Az 1980-as években felújították tetőszerkezetét és homlokzatát. Az 1996-ban elkezdett újabb felújítást 2003. július 3-án ünnepélyes megnyitóval fejezték be. Az épület jelenleg kulturális rendezvények színhelye. ezen kívül helyet biztosít a pozsonyi Zsidó Kultúra Múzeum Holokauszt kiállításának és a város szülöttének, a jelenleg Izraelben élő festőművész Shrag Weil grafikáinak. A holokauszt nyitrai áldozatainak emlékét 1992 novembere óta emléktábla őrzi.[43]
- Szent László piarista templom és kolostor, amely 1702 és 1741 között épült.
- A város legrégibb temploma a 11–12. századi Szent István-templom, amely valószínűleg 9. századi alapokon áll. Értékes középkori freskói vannak.
- Nyitra menti Múzeum. A múzeumban régészeti kiállítás tekinthető meg.

### Külvárosaiban
- Isten Igéjének Missziós Rendje a Kálvárián. A szerzetesrend jelenleg is foglalkozik misszionáriusok képzésével. A rendházban élő szerzetesek száma 2008-ban 80 volt, további 16 szerzetestársuk misszionárius tevékenységet folytat világszerte. Nyitrai gimnáziumukat a második világháború után megszüntették.
- Misszionárius Múzeum, a szlovák misszionáriusok által az Európán kívüli országokban összegyűjtött egzotikus tárgyak tárlata
- Közlekedési Múzeum – régi motorkerékpárokból álló kiállítás működik itt.
- Szabadtéri Mezőgazdasági Múzeum
- A Zobordarázs (Dražovce) feletti dombról egész Nyitrára gyönyörű kilátás nyílik.[4]

### Zobor-hegy

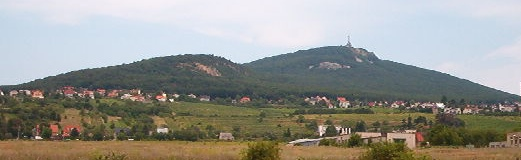
A város jelképévé vált Zobor-hegy

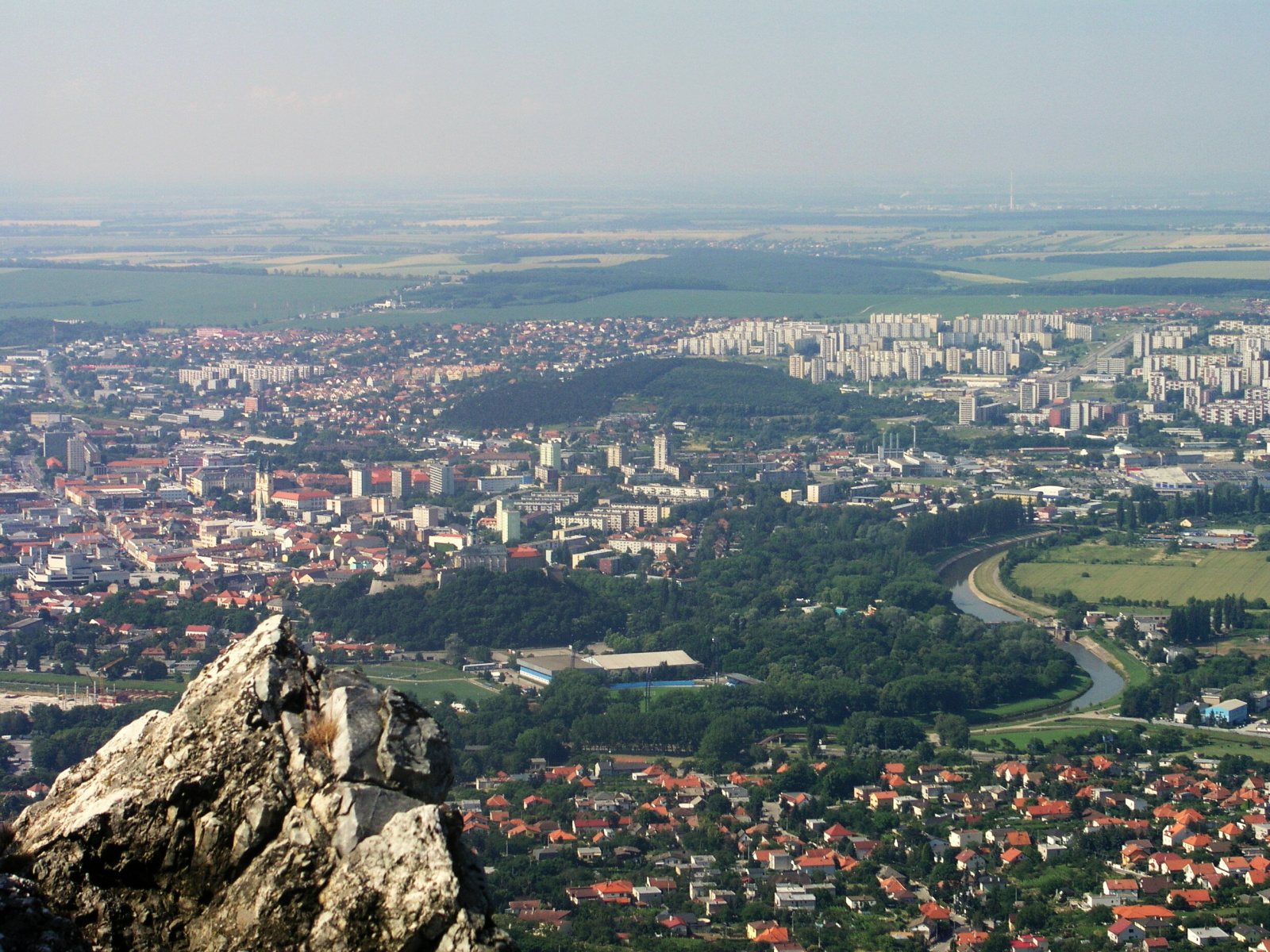
Nyitra látképe a Zobor-hegyről

Az Északnyugati-Kárpátok belső vonulatához tartozó Tribecs-hegység északkelet felől Nyitránál éri el a Kisalföldet. A Tribecs-hegység déli része az 587 m magasra nyúlóZobor-hegy, amelyen a mészkő gránitra települ. Főként tölgyerdő borítja. Déli hegyoldalán fekszik Zobor városrész.
- A Zoborhegyi bencés apátságot valószínűleg Szent István király alapította. 1464-ben az esztergomi érsek elvette tulajdonukat, majd 1695-ben Itáliából kamalduliak telepedtek itt le, akik új templomot és kolostort építettek. 1782-ben berendezését Zobordarázsra vitték át. Az épületben ma szanatórium működik.
- Szent Zoerard-András remete barlangja
- Természetvédelmi terület
- TV-torony

## Neves nyitraiak
- Itt született 1814-ban Erdősi Imre piarista szerzetes, tábori lelkész.
- Itt született 1818-ban Nagy József orvosdoktor és szülészmester, megyei főorvos, királyi tanácsos, az MTA levelező tagja.
- Itt született 1858-ban Tagányi Károly levéltáros, történész, etnográfus.
- Itt született 1858-ban Prohászka Ottokár székesfehérvári püspök, a Keresztény Nemzeti Egyesülés Pártjának elnöke, a magyar keresztényszocializmus vezető alakja.
- Itt született 1862-ben Dedek Crescens Lajos pap, prépost-kanonok, történetíró, egyháztörténész, az MTA levelező tagja.
- Itt született 1879-ben Höllrigl József régész, művészettörténész.
- Itt született 1886-ban Bangha Béla hitszónok, politikus.
- Itt született 1888-ban Bártfay Gyula szobrász.
- Itt született 1894-ben Kaszala Károly motorversenyző, sportpilóta.
- Itt élt 1832 után Láng Adolf Ferenc (1795–1863) botanikus, zoológus, gyógyszerész, az MTA tagja.
- Itt hunyt el 1095-ben I. (Szent) László Árpád-házi magyar király (1077–1095).[44]
- Itt hunyt el 1708-ban egy kurucok közti csetepaté megszüntetése közben Esze Tamás kuruc brigadéros.
- Itt hunyt el 1982-ben Juraj Fojtík (1925-1982) szlovák történész, levéltáros.
- Itt hunyt el 1994-ben Mikuláš Dušek (1913-1994) szlovák régész, múzeumigazgató.
- Itt hunyt el 1995-BEN Gergelyi Ottmár szlovákiai levéltáros.
- Itt hunyt el 2000-ben Ladislav Bánesz szlovák régész.
- Itt hunyt el 2015-ben Vladimír Filo rozsnyói püspök.

## Jegyzetek

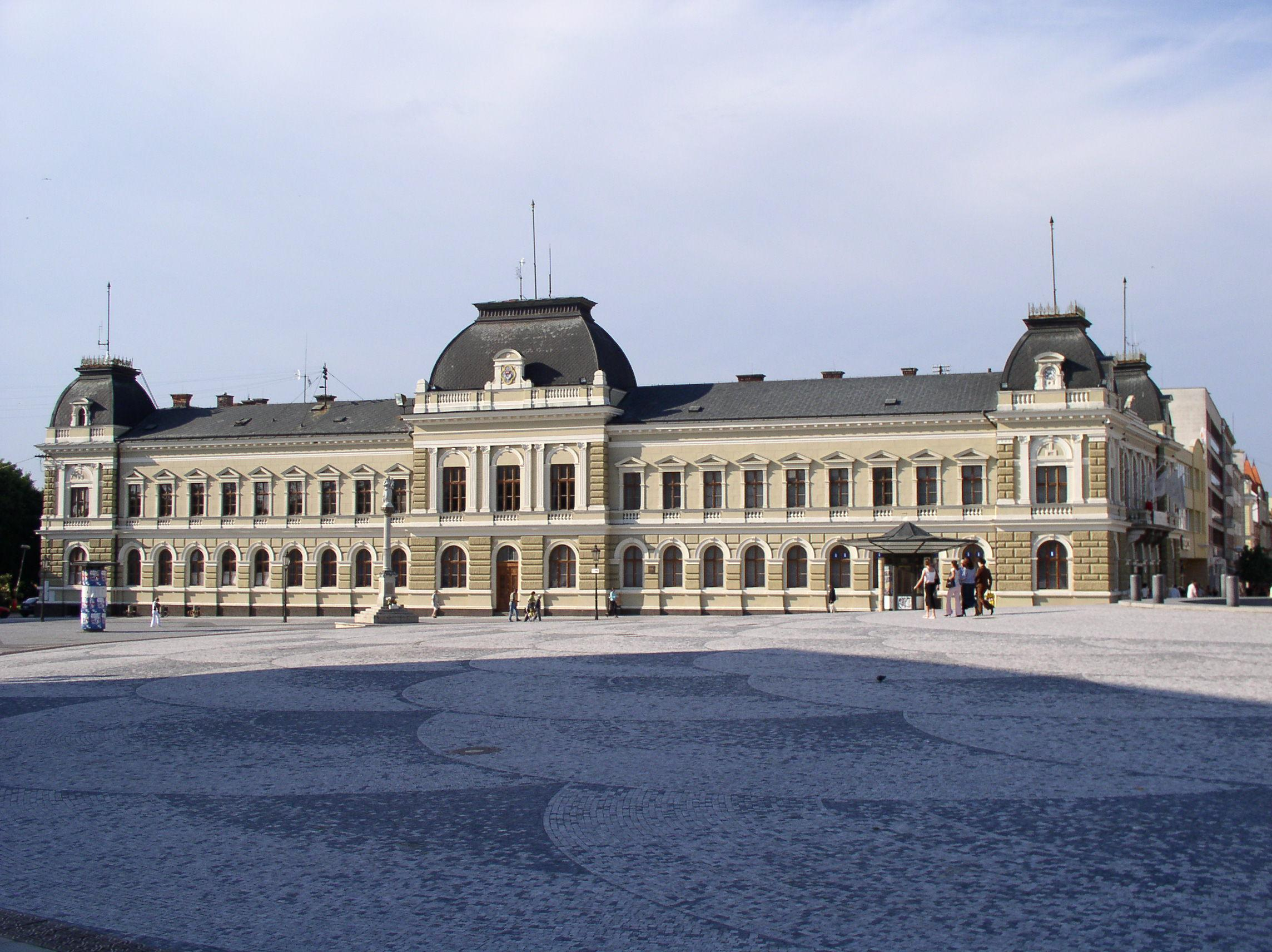
Nyitramenti Múzeum a belvárosban

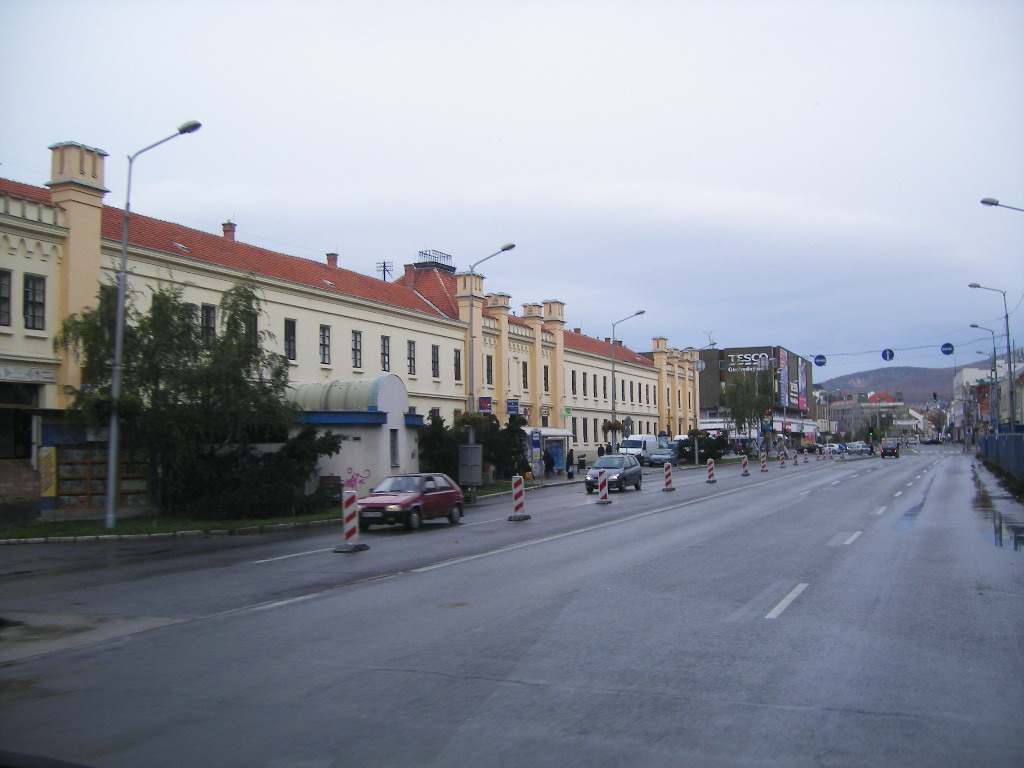
Štefánik út

## Képgaléria

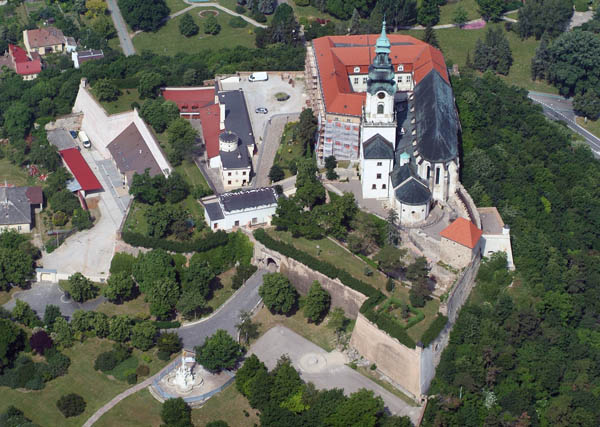
A vár légi fotón
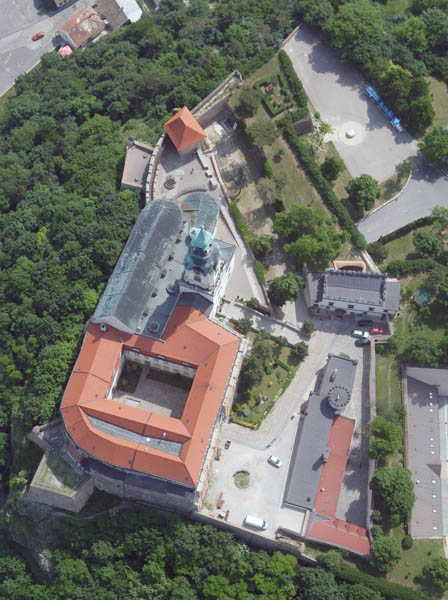